# Metfund von Hochdorf

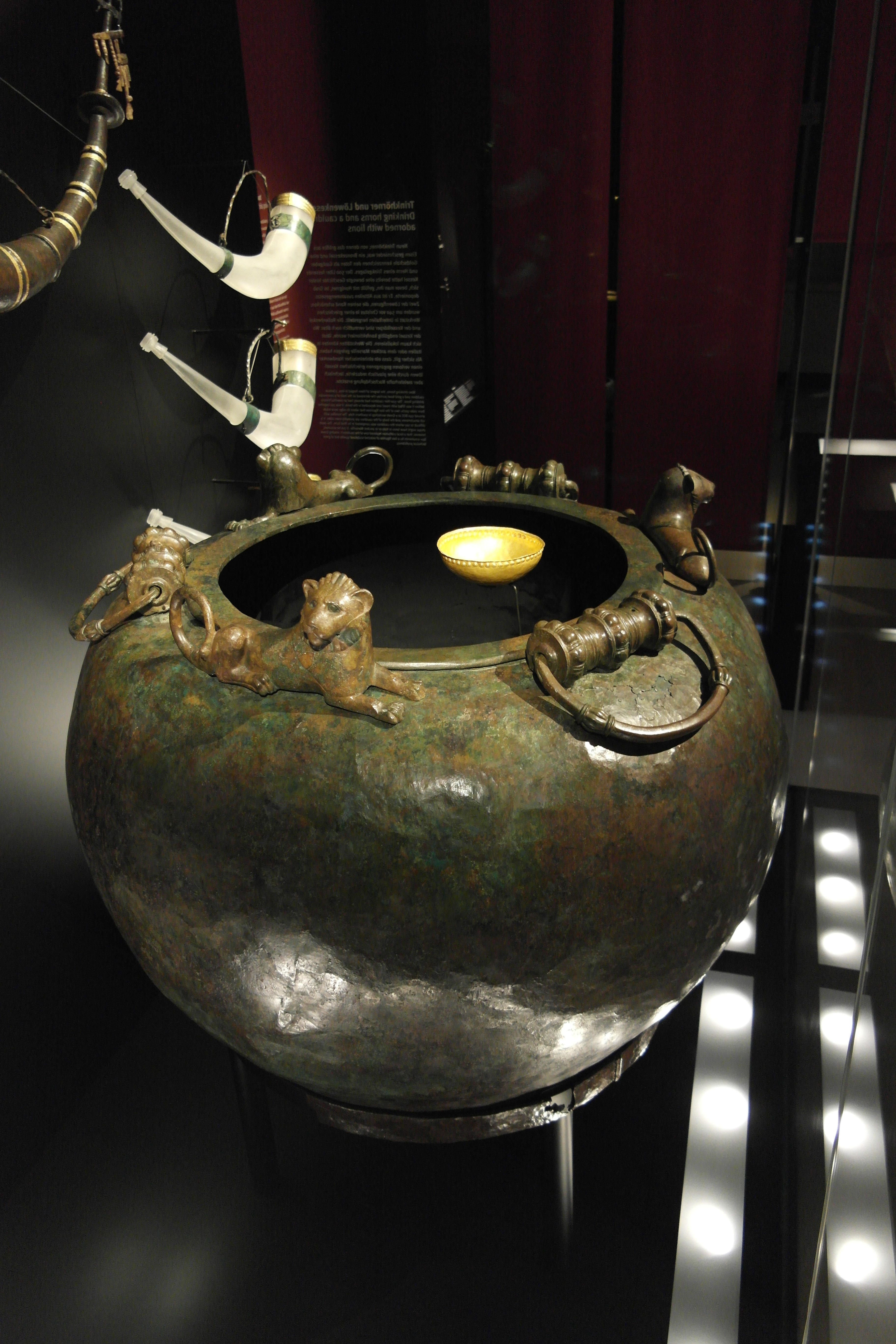
Bronzekessel mit Schöpfschale aus dem Fürstengrab von Hochdorf (Landesmuseum Württemberg)

Beim Metfund von Hochdorf handelt es sich um Rückstände eines Getränks, die im sogenannten Fürstengrab von Hochdorf in Baden-Württemberg (Mitte 6. Jahrhundert v. Chr.) vorgefunden wurden.
Für den Verstorbenen wurde durch seine Grabbeigaben ein Festgelage inszeniert, dessen Gastgeber er war. Zum Trinkservice gehörten ein Bronzekessel mit Met, eine goldene Schöpfschale und neun Trinkhörner. Es wurde ergänzt durch ein Speiseservice aus neun Bronzetellern, drei Servierbecken und Schlachtgerät. Eingeladen waren also acht Gäste; für jeden Teilnehmer des Gelages wurden etwa 38 Liter Met veranschlagt.

## Bronzekessel
Der Met war in einem großen Bronzekessel angesetzt worden, der dem Grabherrn bereits zu Lebzeiten gedient hatte: ein sehr repräsentatives Objekt, das aus dem griechischen Kulturkreis stammte, dort allerdings zur Aufnahme von Wein bestimmt war. Der rundbodige Kessel fasst etwa 500 Liter. Er hat einen Durchmesser von 104 cm bei einer Höhe von 80 cm. Am oberen Rand sind im Wechsel drei Löwenfiguren und drei Henkel angebracht. Der Kontakt mit Kupfersalzen im Kessel ermöglichte den Nachweis, dass der Kessel mit Met gefüllt war, während sonst Met unter mitteleuropäischen Klimabedingungen selten nachweisbar ist.

## Honig
Vom Met blieb im Kessel ein 8–10 mm dicker Bodensatz erhalten, der sehr pollenreich war. Daraus ließ sich auf einen Blütenhonig (Sommerhonig) aus einheimischer Tracht schließen, der allerdings aus einem großen Gebiet und einer Vielzahl von Biotopen zusammengebracht worden war. Die häufigsten Honiglieferanten waren:
- Thymian
- Sandknöpfchen
- Wegerich
- Wiesen-Flockenblume
- Wundklee.

Auffälligerweise fehlt Salbei, der heute in dieser Region ein wichtiger Lieferant für Blütenhonig ist. Ob der Honig aus Imkerei oder von wild lebenden Bienenvölkern stammt, lässt sich nicht klären. Da aber für Imkerei bei den frühen Kelten keine Hinweise bekannt sind, ist Letzteres anzunehmen. Jedenfalls wurde der Honig sorgfältig ausgepresst oder ausgetropft, um das Wachs vom Honig zu trennen und es anderweitig verwenden zu können.

## Metbereitung
Die ursprüngliche Honigmenge wird auf 73–292 kg geschätzt. Im Kessel ist der Flüssigkeitsrand der maximalen Befüllung erkennbar. Dem entspricht eine Füllmenge von 350 Litern; so wäre ein hochwertiger Met aus einer 14- bis 50%igen Honiglösung entstanden, der etwa ein Jahr im Kessel hätte gären müssen. Danach wäre er abgezogen und umgefüllt worden. Im Alkoholgehalt und in seiner Süße wäre das Ergebnis mit einem heutigen Dessertwein vergleichbar gewesen. Die weiteren Schritte der Metbereitung erfolgten aber gar nicht, da Pollen noch in großer Menge vorhanden waren. Man setzte also im Rahmen des Bestattungsrituals den Met nur an. (Für die Herstellung von Met in der Art von Bier hätte eine geringere Menge Honig ausgereicht.)

## Nachweise von Met in anderen keltischen Gräbern
In der Folge wurde keltischer Met mehrfach nachgewiesen, immer gekoppelt an das Vorhandensein von bronzenen Gefäßen:
- Bronzekessel vom Grabhügel Hohmichele: 20 Liter,
- Schnabelkanne vom Glauberg, Grab 1: 4 Liter;
- Röhrenkanne vom Glauberg, Grab 2: 8,5 Liter;
- Schöpfkelle aus dem Wagengrab von Niedererlbach.

Auch im Fall der Schnabelkanne vom Glauberg war der Honig aus der weiteren Umgebung zusammengebracht worden. Met als Grabbeigabe war üblich, umso mehr hebt sich die Menge des mitgegebenen Getränks beim Fürstengrab von Hochdorf von anderen keltischen Fürstengräbern ab.